# リスク回避
リスク回避（りすくかいひ、英: risk aversion）とは、将来への不確実性に起因するリスクを回避しようとする経済学における選好である。危険回避とも言う。対義語としてリスク愛好（英: risk loving）やリスク中立（英: risk neutral）がある。後述のように平均分散型効用関数や相対的リスク回避度一定型効用関数など経済学で用いられる多くの効用関数がリスク回避的な選好を表現しており、不確実性下での意思決定を記述する為に用いられる選好の性質としては一般的なものである。

## 定義
任意のギャンブルAから得られる利益を確率変数 {\displaystyle X} とし、{\displaystyle X} には期待値 {\displaystyle \operatorname {E} [X]} が存在するとする。さらにギャンブルBを確実に {\displaystyle \operatorname {E} [X]} の利益が得られるギャンブルとする。
この時、ある選好がリスク回避的(英: risk averse)であるとはその選好においてギャンブルBは少なくともギャンブルAと同等以上に好ましい時を言う。
リスク愛好的であるとは、ギャンブルAが少なくともギャンブルBと同等以上に好ましい時を言う。リスク中立的であるとは、ギャンブルAとギャンブルBが無差別である時を言う。

## 確実性等価
ある選好関係が期待効用関数
{\displaystyle U(X)=\operatorname {E} [u(X)]\quad \cdots \quad (1)}
で表されるとする。ただし {\displaystyle u} は何らかの関数とする。この関数 {\displaystyle u} はベルヌーイ効用関数（英: Bernoulli utility function）、基礎的効用関数（英: cardinal utility function）などと呼ばれる。この時、確率変数 {\displaystyle X} の関数 {\displaystyle u} についての確実性等価（英: certainty equivalent）とは次を満たす定数 {\displaystyle C} のことを言う。
{\displaystyle u(C)=U(X)=\operatorname {E} [u(X)]}
確実性等価は不確実性な利益 {\displaystyle X} をもたらすギャンブルと同じ効用水準をもたらす不確実性のないギャンブルで支払われる利益を指す。ベルヌーイ効用関数 {\displaystyle u} が単調非減少である時、以下の3つは同値であることが知られている。
- 数式(1)における期待効用関数で表現される選好がリスク回避的である。

- 選好が数式(1)における期待効用関数で表される時、{\displaystyle u} は凹関数である。

- 任意の確率変数 {\displaystyle X} の関数 {\displaystyle u} についての確実性等価を {\displaystyle C} とすると、{\displaystyle C\leq \operatorname {E} [X]} が成り立つ。

3番目の条件から、リスク回避的な選好を持つ意思決定者は、不確実なギャンブルに対しては確実なギャンブルから得られる利益以上の平均的な利益を要求することが分かる。

## リスク回避度
ある選好が数式(1)による期待効用関数表現を持ち、ベルヌーイ効用関数 {\displaystyle u} が2階微分可能であるとして次を定義する。
{\displaystyle R_{A}^{u}(x):=-{\frac {u^{\prime \prime }(x)}{u^{\prime }(x)}}}
ただし、{\displaystyle u^{\prime },u^{\prime \prime }} はそれぞれ関数 {\displaystyle u} の1階微分と2階微分を指すとする。
この {\displaystyle R_{A}^{u}} をベルヌーイ効用関数 {\displaystyle u} についてのアロー＝プラットの絶対的リスク回避度（英: Arrow-Pratt coefficient of absolute risk aversion）、またはアロー＝プラットの絶対的危険回避度と呼ぶ。単純に絶対的リスク回避度と呼ぶこともある。{\displaystyle u} が単調増加かつ凹関数ならば、{\displaystyle u} の絶対的リスク回避度は必ず非負になる。
リスク回避的な選好を表現している期待効用関数のアロー＝プラットの絶対的リスク回避度の大きさはその選好がどれほどリスクを嫌うかを表している。つまり、異なる単調増加かつ凹関数であるベルヌーイ効用関数 {\displaystyle u_{1}} と {\displaystyle u_{2}} について、その絶対的リスク回避度 {\displaystyle R_{A}^{u_{1}}} と {\displaystyle R_{A}^{u_{2}}} が、{\displaystyle R_{A}^{u_{1}}\leq R_{A}^{u_{2}}} を満たすならば、{\displaystyle u_{2}} をベルヌーイ効用関数として持つ期待効用関数で表現される選好の方が {\displaystyle u_{1}} をベルヌーイ効用関数として持つ期待効用関数で表現される選好に比べてよりリスクを嫌う傾向にある。
また同様に次で定義される係数をアロー＝プラットの相対的リスク回避度（英: Arrow-Pratt coefficient of relative risk aversion）と呼ぶ。
{\displaystyle R_{R}^{u}(x):=-{\frac {xu^{\prime \prime }(x)}{u^{\prime }(x)}}}

## リスク回避的な効用関数
以下でリスク回避的な選好を表現している効用関数の具体例を挙げる。

### Hyperbolic Absolute Risk Aversion (HARA) 型効用関数
ある期待効用関数のベルヌーイ効用関数 {\displaystyle u} の絶対的リスク回避度が
{\displaystyle R_{A}^{u}(x)={\frac {1}{a+bx}}}
で表される時、その期待効用関数はHyperbolic Absolute Risk Aversion (HARA) 型効用関数と呼ばれる。ただし、{\displaystyle a,b} は定数とする。HARA型効用関数には経済学で用いられる代表的なリスク回避的選好を表現する期待効用関数が多く含まれる。その具体例を以下で挙げる。

#### 絶対的リスク回避度一定(CARA)型効用関数
HARA型効用関数の絶対的リスク回避度における定数 {\displaystyle a,b} が {\displaystyle a>0} かつ {\displaystyle b=0} を満たす時、その期待効用関数は絶対的リスク回避度一定(CARA)型効用関数（英: constant absolute risk aversion (CARA) utility）と呼ばれる。CARA型効用関数のベルヌーイ効用関数は次の関数の正アフィン変換で表される。
{\displaystyle u(x)=-{\frac {1}{\alpha }}\exp\{-\alpha x\}}
ただし、{\displaystyle \alpha =1/a} である。CARA型効用関数の絶対的リスク回避度は常に一定で {\displaystyle \alpha } となる。また、CARA型効用関数は指数型効用関数とも呼ばれる。

#### 相対的リスク回避度一定(CRRA)型効用関数
HARA型効用関数の絶対的リスク回避度における定数 {\displaystyle a,b} が {\displaystyle a=0} かつ {\displaystyle b>0} を満たす時、その期待効用関数は相対的リスク回避度一定(CRRA)型効用関数（英: constant relative risk aversion (CRRA) utility）と呼ばれる。CRRA型効用関数のベルヌーイ効用関数は次の関数の正アフィン変換で表される。
{\displaystyle u(x)={\begin{cases}{\frac {x^{1-\gamma }-1}{1-\gamma }}&\gamma \neq 1\\\log(x)&\gamma =1\end{cases}}}
ただし、{\displaystyle \gamma =1/b} である。CRRA型効用関数の相対的リスク回避度は常に一定で {\displaystyle \gamma } となる。また、CRRA型効用関数は {\displaystyle \gamma \neq 1} の時には累級型効用関数、{\displaystyle \gamma =1} の時には対数型効用関数とも呼ばれる。またこの効用関数で比較できるギャンブルは必ず非負の利益をもたらすものでなくてはならない。

#### 2次効用関数
次の2次関数のベルヌーイ効用関数を持つ期待効用関数もHARA型効用関数である。
{\displaystyle u(x)=-Bx^{2}+Ax}
ただし、{\displaystyle A,B} は定数で、{\displaystyle B>0} を満たし、かつこの期待効用関数で比較できるギャンブルから得られる利益は {\displaystyle A/(2B)} より必ず小さくなければならない。

### 平均分散型効用関数
以下で表される効用関数を平均分散型効用関数と呼ぶ。
{\displaystyle U(X):=\operatorname {E} [X]-\lambda \operatorname {Var} (X)}
ただし、{\displaystyle \lambda } は正の定数である。平均分散型効用関数は現代ポートフォリオ理論や資本資産価格モデルにおける平均分散分析を正当化する効用関数のひとつである。